# Parafia Świętych Apostołów Piotra i Pawła w Great Meadows
Parafia Świętych Apostołów Piotra i Pawła w Great Meadows (ang. SS Peter & Paul Parish) – parafia rzymskokatolicka położona w Great Meadows, w hrabstwie Warren, w stanie New Jersey w Stanach Zjednoczonych.
Jest ona wieloetniczną parafią w diecezji Metuchen, z mszą św. w j. polskim dla polskich imigrantów.
Ustanowiona w 1921 roku i dedykowana Świętym Apostołom Piotrowi i Pawłowi.

## Nabożeństwa w j.polskim
- Niedziela – 12:15